# Olamide Toyin Adebayo
Olamide Toyin Adebayo, née le 26 juin 1976, est une joueuse nigériane de badminton.

## Carrière
Elle est médaillée d'or en double femmes avec Obiageli Olorunsola lors des Championnats d'Afrique de badminton 1996.